# Сметаничи (Гомельская область)
Сметаничи (бел. Сметанічы) — деревня в Муляровском сельсовете Петриковского района Гомельской области Беларуси.
На севере граничит с лесом.

## География

### Расположение
В 16 км на север от Петрикова, 3 км от железнодорожной станции Муляровка (на линии Лунинец — Калинковичи), 181 км от Гомеля.

### Гидрография
На юге мелиоративные каналы, в том числе канава Лукич. Планировка состоит из 2 близких к широтной ориентации улиц, соединённых между собой 3 переулками. Застройка двусторонняя, неплотная, деревянная усадебного типа.

## Транспортная сеть
На автодороге Лунинец — Петриков.

## История
По письменным источникам известна с конца XVII века. как селение в Мозырском повете Минского воеводства Великого княжества Литовского. В инвентаре 1700 года упоминается в числе других деревень уезда. После 2-го раздела Речи Посполитой (1793 год) в составе Российской империи. В 1795 году владение Ходкевичей. В 1816 году в Петриковской волости. Обозначена на карте 1866 года, которая использовалась Западной мелиоративной экспедицией, работавшей в этих местах в 1890-е годы. В 1879 году упоминается в Петриковском церковном приходе. Согласно переписи 1897 года действовали церковь, хлебозапасный магазин. С 1923 года действовала школа.
С 20 августа 1924 года до 3 января 1986 года центр Смятаніцкага сельсовета Петриковского района Мозырского (до 26 июля 1930 года и с 21 июня 1935 года по 20 февраля 1938 года) округа, с 20 февраля 1938 года Полесской, с 8 января 1954 года Гомельской областей.
В 1930 году организован колхоз. Во время Великой Отечественной войны оккупанты частично сожгли деревню и убили 18 жителей. 62 жителя погибли на фронте. Согласно переписи 1959 года в составе колхоза «Большевик» (центр — деревня Куритичи). Действуют лесничество, средняя школа, клуб, Дом ремёсел, библиотека, фельдшерско-акушерский пункт, магазин.

## РТПС Сметаничи
- мачта, 350 м

## Население

### Численность
- 2004 год — 155 хозяйств, 352 жителя.

### Динамика
- 1795 год — 24 двора.
- 1816 год — 26 дворов.
- 1897 год — 85 дворов, 508 жителей (согласно переписи).
- 1917 год — 683 жителя.
- 1959 год — 596 жителей (согласно переписи).
- 2004 год — 155 хозяйств, 352 жителя.